# Stazione di Seul
La stazione di Seul (서울역, Seoul-yeok) è una stazione ferroviaria di Seul, si trova nel quartiere di Yongsan-gu ed è una delle principali stazioni della capitale sudcoreana. Da qui partono i treni KTX che collegano la città con tutto il resto della penisola, e in particolare con le città di Daejeon, Taegu e Pusan.

## Servizi
La stazione è il capolinea dei treni KTX, dei servizi espressi per Pusan e di quelli locali per Dorasan. La stazione è anche servita da una dozzina di treni ogni giorno sulla Linea Honam fino a Gwangju e Mokpo. Qui terminano la corsa anche tutti i treni a lunga percorrenza sulle linee Gyeongbu, Honam, Jeolla e Janghang, anche se dal 2004 la maggior parte dei treni delle lineeHonam, Jeolla e Janghang terminano alla stazione di Yongsan.
I treni espressi AREX offorno il collegamento agli aeroporti di Gimpo e di Incheon. Il servizio è attivo dal 29 dicembre 2010.
La metropolitana di Seul serve la stazione con le linee 1 e 4.

## Storia
La stazione aprì nel 1900 col nome di stazione di Gyeongseong, e venne rinominata come stazione di Namdaemun nel 1905, vista la posizione nelle vicinanze del Namdaemun. Nel 1910 il nome della città passò da Hanseong a Gyeongsong ("Keijo" in giapponese), e la stazione prese nuovamente il primo nome nel 1915.

## Informazioni generali
- Sezione Korail
  - Data di apertura: 8 luglio 1900
  - Operatore: Korail

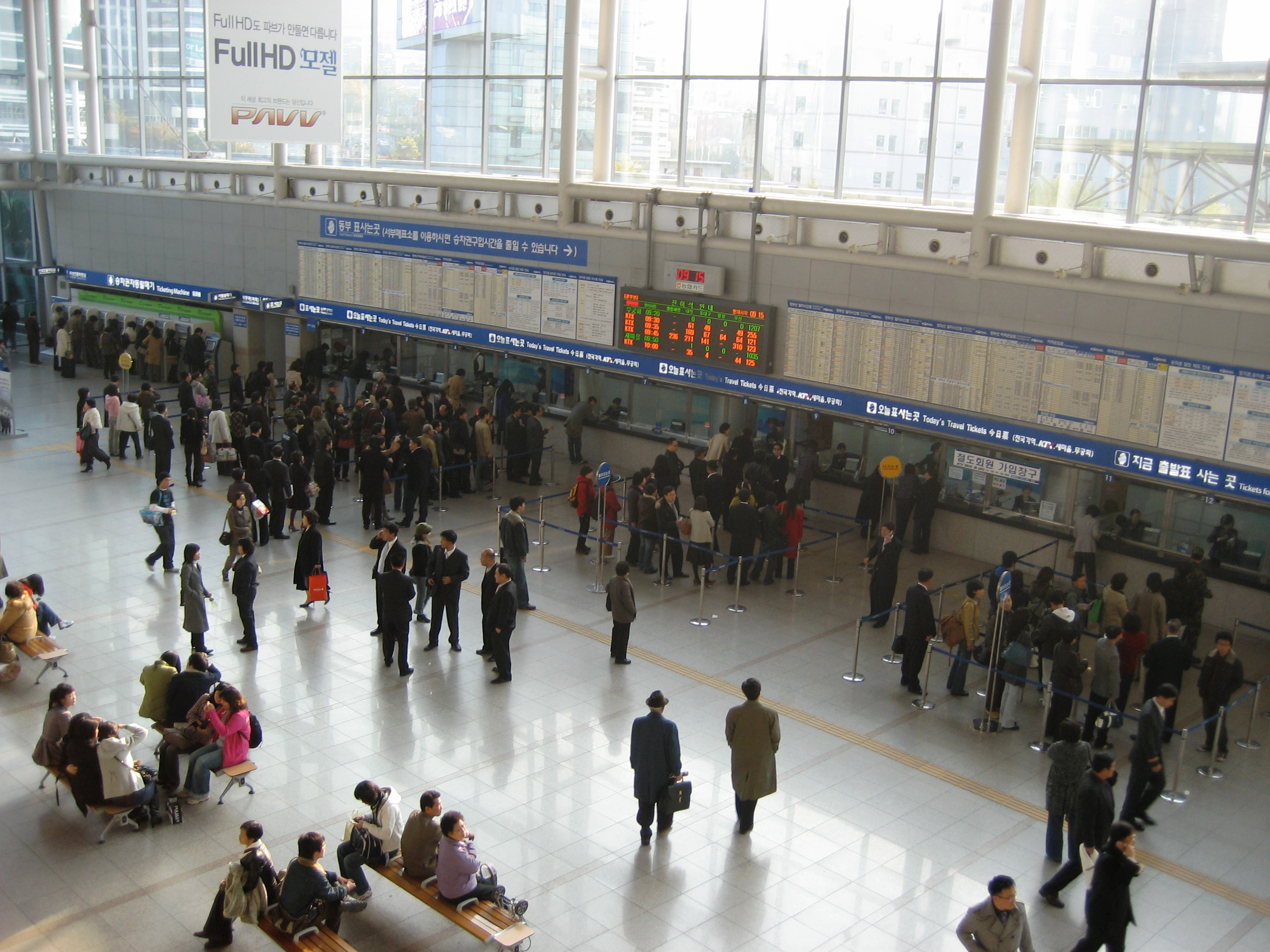
Vista dell'atrio e della biglietteria

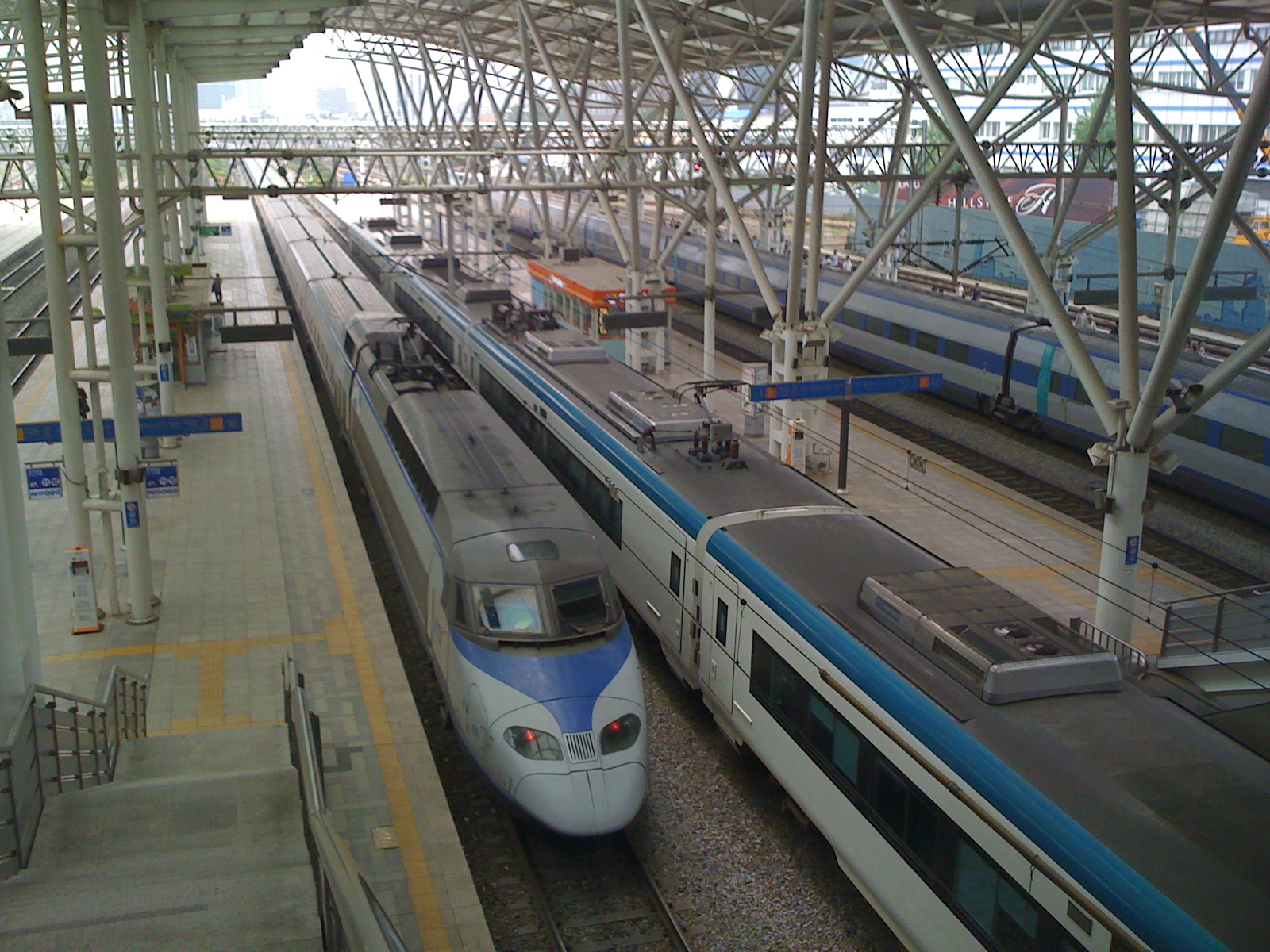
Binari dei treni KTX

  - Indirizzo: 43-205, Dongja-dong, Yongsan-gu, Seul (1 Namdaemunno)
  - Binari: 16 (compresi i 4 della metropolitana di Seul)
- Sezione della linea 1
  - Data di apertura: 15 agosto 1974
  - Operatore: Seoul Metro
  - Indirizzo: Bongnaedong 2-ga, Jung-gu, Seul
  - Binari: 2, a isola
- Sezione della linea 4
  - Data di apertura: 18 ottobre 1985
  - Operatore: Seoul Metro
  - Indirizzo: Dongja-dong, Yongsan-gu, Seul
  - Binari: 2, a isola
- Sezione AREX
  - Data di apertura: 29 dicembre 2010
  - Operatore: Korail Airport Co.

## Voci correlate

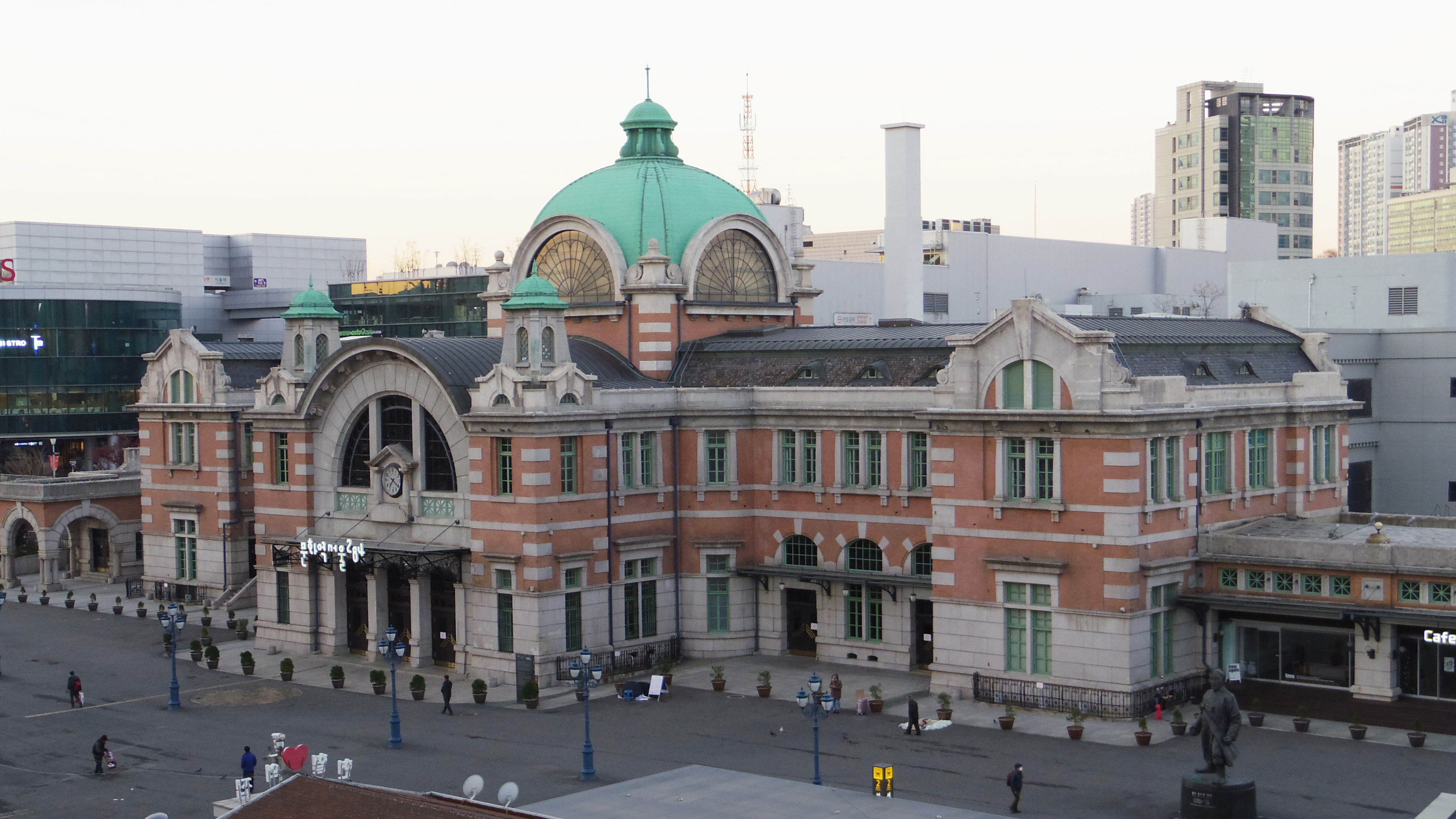
La vecchia stazione di Seoul utilizzata dal 1925 al 1988